# Günther Brandt (Jurist)
Günther Brandt (geboren 11. Oktober 1894 in Berlin; gestorben 26. Juni 1968 ebenda) war ein deutscher Richter und Hochschullehrer.

## Leben
Günther Brandt besuchte das Luisengymnasium in Berlin und studierte ab 1913 Rechtswissenschaften in Berlin und Marburg. Er wurde im Ersten Weltkrieg nicht eingezogen. Brandt machte 1916 das erste Staatsexamen, wurde 1917 in Greifswald promoviert.  Von Oktober 1917 bis November 1918 war er im Kreisamt in Ostrow eingesetzt. Nach der zweiten Staatsprüfung 1921 arbeitete er als Assessor im Preußischen Justizministerium. Ab Oktober 1925 war er Landgerichtsrat beim Landgericht I Berlin. Daneben baute er sich eine Nebenbeschäftigung als Repetitor für Jurastudenten auf.
Nach der Machtübergabe an die Nationalsozialisten 1933 wurde er als Jude entlassen, er galt nach den Nürnberger Gesetzen als Mischling I. Grades und blieb daher von den Deportationen ausgenommen. Brandt schloss sich der Widerstandsgruppe Onkel Emil an und versteckte ab 1942 Menschen, die vor der Deportation geflohen waren.

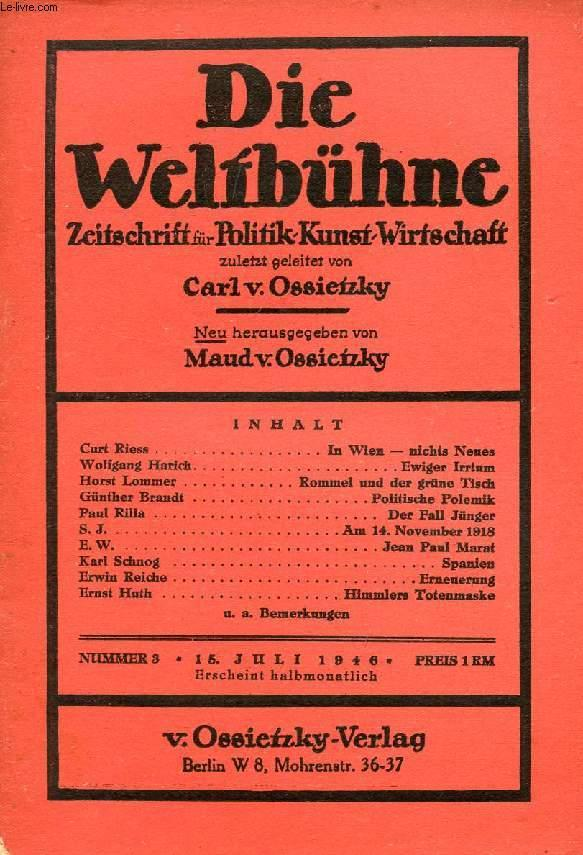
Brandt als Kolumnist (1946)

Nach Kriegsende wurde Brandt zunächst Chefredakteur der kulturpolitischen Wochenzeitung Sonntag und schrieb auch für die wiedergegründete Weltbühne. Er erhielt 1946 einen Lehrauftrag für Zivilrecht an der Humboldt-Universität Berlin. 1949 ging er als Honorarprofessor an die Freie Universität Berlin. Er lehrte dort bis zu seinem Tod 1968 Bürgerliches Recht und Zivilprozessrecht.
Brandt war mit der Ärztin Gerda Bluhm (1906–1993) verheiratet, die ebenfalls rassistisch verfolgt worden war. Sie haben ein Kind.

## Schriften (Auswahl)
- Schriftliche Nebenwirkungen von Straf- und Zivilurteilen. Dissertation. Greifswald 1917